# Анестис Ангелис
Анестис Стефану Ангелис (на гръцки: Ανέστης Στέφανου Αγγελής) е гръцки бизнесмен и политик от началото на XXI век.

## Биография
Роден е на 2 май 1952 година в костурското село Тиолища (Тихио), Гърция. Завършва Ветеринарния факултет на Солунския университет, след това специализира икономика в Националното училище за обществено здраве в Атина.
Занимава се с бизнес в областта на селското стопанство и ветеринарните лекарства индустрия и работи като ветеринарен лекар. Бил е председател на компанията ГЕОК (ΓΕΟΚ Α.Ε.). Издател е на „Фони тон Агротон“ (Земеделски глас) и на „Кастория Симера“ (Костур днес) в 1985 – 1990 година.
На изборите в 2000 и в 2004 година е избран за депутат от Костур от Нова демокрация.
В 2007 – 2014 година се занимава с фермерство.
В 2014 година е избран за кмет на Костур.
Автор е на стихосбирките „Живот на камъка“ и „Ода на искреността“, както и на два научни труда за животните с ценна кожа и биологичното земеделие.